# Bob McGregor
Bob McGregor (n. 3 aprilie 1944, Falkirk⁠(d), Scoția, Regatul Unit) este un înotător ce a reprezentat Regatul Unit al Marii Britanii și al Irlandei de Nord, medaliat olimpic. A participat la 2 ediții ale Jocurilor Olimpice (1964, 1968) în care a câștigat o medalie de argint.